# Festival d'Aix-les-Bains de Scrabble 2019
Navigation
Festival d'Aix-les-Bains 2018 Festival d'Aix-les-Bains 2021
Le  Festival d'Aix-les-Bains de scrabble 2019 est la 36e édition du festival de scrabble organisé chaque année à Aix-les-Bains. Le festival débute le samedi 26 octobre pour se terminer le dimanche 3 novembre 2019,. Les salles de jeu se trouvent au casino Grand-Cercle et au centre des congrès.

## Programme
Pendant 9 jours, les tournois de scrabble classique et duplicate se sont succédé. Les tournois de scrabble classique sont disputés par en moyenne 10 à 50 joueurs. Les tournois de scrabble duplicate ont une affluence de 700 à 1 000 joueurs (sauf pour les paires). Cette année a également vu naître une nouvelle compétition, sous un format non utilisé en compétition jusqu’ici : le championnat de France de topping.
| ► Tournoi ▼Date            | Tournois en duplicate  | Tournois en duplicate | Tournois en duplicate | Tournois en duplicate | Tournois en duplicate     | Tournois en duplicate | Tournois en classique | Tournois en classique  | Tournois en classique | Tournois en classique   | Topping              | Topping             |
| ► Tournoi ▼Date            | Coupe de la fédération | Coupe Paul Vieilly    | Tournoi en paires     | Coupe de Savoie       | CDF en parties originales | Coupe d'Aix-les-Bains | Open du Mont-Revard   | Coupe promotion jeunes | Masters jeunes        | Coupe du Lac du Bourget | Finale maillot jaune | Finale maillot vert |
| -------------------------- | ---------------------- | --------------------- | --------------------- | --------------------- | ------------------------- | --------------------- | --------------------- | ---------------------- | --------------------- | ----------------------- | -------------------- | ------------------- |
| Samedi 26 octobre 2019     | Parties 1 et 2         | Parties 1 et 2        |                       |                       |                           |                       |                       |                        |                       |                         |                      |                     |
| Dimanche 27 octobre 2019   | Parties 3, 4 et 5      | Parties 3, 4 et 5     |                       |                       |                           |                       |                       |                        |                       |                         |                      |                     |
| Lundi 28 octobre 2019      |                        |                       | Parties 1 à 3         |                       |                           |                       | Rondes 1 à 8          |                        |                       |                         |                      |                     |
| Mardi 29 octobre 2019      |                        |                       |                       | Parties 1 à 3         |                           |                       |                       |                        |                       |                         |                      |                     |
| Mercredi 30 octobre 2019   |                        |                       |                       | Parties 4 et 5        |                           |                       |                       | Rondes 1 et 2          | Rondes 1 et 2         |                         |                      |                     |
| Jeudi 31 octobre 2019      |                        |                       |                       |                       | Parties 1 à 3             |                       |                       |                        |                       |                         | Parties 1 à 7        | Parties 1 à 4       |
| Vendredi 1er novembre 2019 |                        |                       |                       |                       | Parties 4 et 5            |                       |                       | Rondes 3 à 5           | Rondes 3 à 7          | Rondes 1 à 3            |                      |                     |
| Samedi 2 novembre 2019     |                        |                       |                       |                       |                           | Parties 1 à 3         |                       |                        |                       | Rondes 4 à 6            |                      |                     |
| Dimanche 3 novembre 2019   |                        |                       |                       |                       |                           | Parties 4 et 5        |                       |                        |                       |                         |                      |                     |

## Tournois de scrabble duplicate
Pendant ce festival, six tournois en scrabble duplicate ont eu lieu.

### Coupe de la fédération
Ce tournoi a eu lieu le samedi 26 et le dimanche 27 octobre 2019, en cinq manches. Il est réservé aux joueurs de scrabble les moins bien classés (séries 4 à 7). Il est remporté par Suzanne Teply.

#### Palmarès
Top 10 
| Rang | Joueur                | Score |
| ---- | --------------------- | ----- |
| 1    | Suzanne Teply         | 4332  |
| 2    | Raymond Essomba       | 4318  |
| 3    | Emmanuel Leclercq     | 4302  |
| 4    | Cécile Mattera        | 4275  |
| 5    | Didier Grass          | 4272  |
| 6    | Philippe Cadet        | 4270  |
| 7    | Jacques Flament       | 4266  |
| 8    | Marie-Madeleine Morel | 4259  |
| 9    | Marie-Claude Garcia   | 4248  |
| 10   | Martine Albert        | 4238  |

 Podium par catégories 
| Catégorie   | 1er                        | 1er   | 2e                    | 2e    | 3e                  | 3e                  |
| Catégorie   | Joueur                     | Score | Joueur                | Score | Joueur              | Score               |
| ----------- | -------------------------- | ----- | --------------------- | ----- | ------------------- | ------------------- |
| Minipoussin | Romain Dalmasso            | 3824  | Amaury Decouture      | 2432  | Aucun autre joueur. | Aucun autre joueur. |
| Poussin     | Éric Bonnot                | 4097  | Théodore Huon-Laurent | 2693  | Lucile Gros         | 2690                |
| Benjamin    | Hugolin Homassel           | 3980  | Pierre Seitz          | 3944  | Robin Paire         | 3782                |
| Cadet       | Flavian Da Costa-Quenesson | 3907  | Quentin Chevolot      | 3879  | Aurélien Gros       | 3527                |
| Junior      | Benjamin Choiselat         | 4186  | Augustin Blondel      | 4100  | Myriam El Bermile   | 4036                |
| Espoir      | Anaïs Labrini              | 3451  | Julien Houdusse       | 3348  | Elani Vandercam     | 2968                |
| Vermeil     | Didier Grass               | 4272  | Philippe Cadet        | 4270  | Jacques Flament     | 4266                |
| Diamant     | Suzanne Teply              | 4332  | Martine Albert        | 4238  | Régine Fusiller     | 4215                |

### Coupe Paul Vieilly
Disputé en parallèle, sur les mêmes parties que la coupe de la fédération mais réservé aux joueurs les mieux classés (séries 1 à 3). Ce tournoi est remporté par le lyonnais Gaston Jean-Baptiste.

#### Palmarès
Top 10 
| Rang | Joueur                 | Score |
| ---- | ---------------------- | ----- |
| 1    | Gaston Jean-Baptiste   | 4665  |
| 2    | Pascal Bernier         | 4608  |
| 3    | Franck Maniquant       | 4601  |
| 4    | François-Xavier Adjovi | 4579  |
| 5    | Pierre-Claude Singer   | 4548  |
| 6    | Gisèle Rondot          | 4542  |
| 7    | Luc Maurin             | 4525  |
| 8    | Robert Springer        | 4515  |
| 9    | Éric Brulet            | 4500  |
| 10   | Antoine Cligny         | 4494  |

 Podium par catégories 
| Catégorie | 1er                  | 1er   | 2e                                       | 2e                                       | 3e                                       | 3e                                       |
| Catégorie | Joueur               | Score | Joueur                                   | Score                                    | Joueur                                   | Score                                    |
| --------- | -------------------- | ----- | ---------------------------------------- | ---------------------------------------- | ---------------------------------------- | ---------------------------------------- |
| Benjamin  | Antoine Cligny       | 4494  | Aucun autre joueur dans cette catégorie. | Aucun autre joueur dans cette catégorie. | Aucun autre joueur dans cette catégorie. | Aucun autre joueur dans cette catégorie. |
| Espoir    | Gaston Jean-Baptiste | 4665  | Aucun autre joueur dans cette catégorie. | Aucun autre joueur dans cette catégorie. | Aucun autre joueur dans cette catégorie. | Aucun autre joueur dans cette catégorie. |
| Vermeil   | Gisèle Rondot        | 4542  | Franck Delol                             | 4486                                     | Anne-Marie Bianchi                       | 4422                                     |
| Diamant   | Robert Springer      | 4515  | Gilbert Cerf                             | 4453                                     | Michel Derruau                           | 4398                                     |

### Tournoi en paires
Le tournoi en paire se déroule en 3 parties, sur la seule journée du 28 octobre. Les joueurs sont associés par 2. Le cumul des 3 parties est de 2 892 points et le tournoi a été remporté par Gaston Jean-Baptiste et Jordan Eustache avec 2 880 points.

#### Palmarès
Top 10 
| Rang | Joueurs                                 | Score |
| ---- | --------------------------------------- | ----- |
| 1    | Jordan Eustache et Gaston Jean-Baptiste | 2880  |
| 2    | Tiphaine Boiron et Franck Maniquant     | 2876  |
| 3    | Gérard Boccon et Clotilde Paillet       | 2873  |
| 4    | Guy Delore et Luce Royer                | 2861  |
| 5    | Laurent Larminier et Cédric Spang       | 2852  |
| 6    | Yannick Bertrand et Pierrick Dubus      | 2846  |
| 7    | Gilbert et Sophie Cerf                  | 2843  |
| 8    | Laurent Despont et Ketty Muller         | 2836  |
| 8    | Michel Onillon et Robert Springer       | 2836  |
| 10   | Hugo Andrieu et Tiffany Guy             | 2827  |

 Podium par catégories 
Pour les tournois par paires, lorsque deux joueurs sont dans deux catégories différentes, on applique la catégorie la plus haute pour les jeunes ou la plus basse pour les plus âgés.
| Catégorie | 1er                                     | 1er   | 2e                                         | 2e    | 3e                                               | 3e                                       |
| Catégorie | Joueurs                                 | Score | Joueurs                                    | Score | Joueurs                                          | Score                                    |
| --------- | --------------------------------------- | ----- | ------------------------------------------ | ----- | ------------------------------------------------ | ---------------------------------------- |
| Poussin   | Jade Auffray et Lucile Gros             | 1650  | Robin Dettweiler et Jack Eisenstein        | 1382  | Aucune autre paire dans cette catégorie.         | Aucune autre paire dans cette catégorie. |
| Benjamin  | Éric Bonnot et Aloys Grenier            | 2675  | Thomas Dalmasso et Pierre Seitz            | 2568  | Hugolin Homassel et Robin Paire                  | 2484                                     |
| Junior    | Hugo Andrieu et Tiffany Guy             | 2827  | Nicolas Beaufort et Stéphane Guérel        | 2826  | Benjamin Choiselat et Flavian Da Costa-Quenesson | 2649                                     |
| Espoir    | Jordan Eustache et Gaston Jean-Baptiste | 2880  | Yannick Bertrand et Pierrick Dubus         | 2646  | Erwan Bernard et Simon Valentin                  | 2817                                     |
| Vermeil   | Guy Delore et Luce Royer                | 2861  | Marie-Claude Derosne et Jean-Luc Le Toquin | 2814  | Patrick Fevre et Christiane Ray                  | 2805                                     |
| Diamant   | Michel Onillon et Robert Springer       | 2843  | Nagib Atallah et Jacques Lepoivre          | 2738  | Gérard Chabert et Patricia Pruvot                | 2712                                     |

### Coupe de Savoie
La coupe de Savoie est disputée en cinq parties (trois le 29 octobre et deux le 30 octobre). Ouverte à tous les licenciés, elle est là compétition la plus jouée du festival avec 973 joueurs. Sur les 5 manches, le top culmine à 4 608 points. Ce tournoi est remporté par le Belge Louis Eggermont, avec 4 598 points.

#### Palmarès
Top 10 
| Rang | Joueur                 | Score |
| ---- | ---------------------- | ----- |
| 1    | Louis Eggermont        | 4598  |
| 2    | Aurélien Delaruelle    | 4592  |
| 3    | Sylvain Ravot          | 4588  |
| 4    | Luc Thomas             | 4580  |
| 5    | Jean-Luc Dives         | 4574  |
| 6    | François-Xavier Adjovi | 4568  |
| 7    | Francis Leroy          | 4567  |
| 8    | Luc Maurin             | 4565  |
| 9    | Édouard Lebeau         | 4561  |
| 10   | Guy Delore             | 4557  |

 Podium par catégories 
| Catégorie   | 1er               | 1er   | 2e               | 2e    | 3e                                       | 3e                                       |
| Catégorie   | Joueur            | Score | Joueur           | Score | Joueur                                   | Score                                    |
| ----------- | ----------------- | ----- | ---------------- | ----- | ---------------------------------------- | ---------------------------------------- |
| Minipoussin | Romain Dalmasso   | 3727  | Amaury Decouture | 2505  | Aucun autre joueur dans cette catégorie. | Aucun autre joueur dans cette catégorie. |
| Poussin     | Éric Bonnot       | 4121  | Lucile Gros      | 2554  | Théodore Huon-Laurent                    | 2438                                     |
| Benjamin    | Antoine Cligny    | 4404  | Aloys Grenier    | 3529  | Théophile Bignon-Baketou                 | 3286                                     |
| Cadet       | Alexis Belz       | 3966  | Quentin Chevolot | 3603  | Ismaël Kesteman                          | 3441                                     |
| Junior      | Jerôme Guérel     | 4343  | Stéphane Guérel  | 4328  | Tiffany Guy                              | 4125                                     |
| Espoir      | Corentin Carteret | 3294  | Jérémi Chapon    | 3233  | Elani Vandencam                          | 2458                                     |
| Vermeil     | Guy Delore        | 4557  | Franck Delol     | 4523  | Michel Pucheault                         | 4449                                     |
| Diamant     | Gilbert Cerf      | 4461  | Michel Onillon   | 4445  | Françoise Bury                           | 4428                                     |

### Internationaux en parties originales
Ce tournoi, disputé les 31 octobre et 1er novembre 2019, attribue le titre de champion de France en parties originales. Le tournoi est ouvert au joueurs non-français, mais les titres sont exclusivement réservés aux joueurs français. La première partie est une partie joker  (chaque coup le joker est remplacé par une lettre), la deuxième une 7 sur 8 , la troisième une 7 et 8 . Ces trois premières parties sont jouées en 2 minutes par coup. Les parties 4 (7 sur 8 joker)  et 5 (7 et 8 joker)  sont jouées en 2 minutes 30 par coup. Le vainqueur de ce tournoi est Romain Santi avec 5 764 points sur un top de 5 789 points.

#### Palmarès
Top 10 
| Rang | Joueur              | Score |
| ---- | ------------------- | ----- |
| 1    | Romain Santi        | 5764  |
| 2    | Aurélien Delaruelle | 5690  |
| 3    | Fabien Fontas       | 5676  |
| 4    | Samson Tessier      | 5673  |
| 5    | Franck Maniquant    | 5655  |
| 6    | Édouard Lebeau      | 5635  |
| 7    | Thierry Chincholle  | 5627  |
| 8    | Louis Eggermont     | 5617  |
| 9    | Nicolas Chanson     | 5613  |
| 10   | Luc Maurin          | 5611  |

 Podium par catégories 
| Catégorie   | 1er             | 1er   | 2e                                       | 2e                                       | 3e                                       | 3e                                       |
| Catégorie   | Joueur          | Score | Joueur                                   | Score                                    | Joueur                                   | Score                                    |
| ----------- | --------------- | ----- | ---------------------------------------- | ---------------------------------------- | ---------------------------------------- | ---------------------------------------- |
| Minipoussin | Romain Dalmasso | 4363  | Aucun autre joueur dans cette catégorie. | Aucun autre joueur dans cette catégorie. | Aucun autre joueur dans cette catégorie. | Aucun autre joueur dans cette catégorie. |
| Benjamin    | Hugo Andrieu    | 5452  | Antoine Cligny                           | 5208                                     | Pierre Seitz                             | 4843                                     |
| Cadet       | Alexis Allagnat | 5226  | Nicolas Beaufort                         | 5149                                     | Flavian Da Costa-Quenesson               | 4778                                     |
| Junior      | Jérôme Guérel   | 5301  | Yoann Loday                              | 5052                                     | Enzo Yerly                               | 5045                                     |
| Espoir      | Samson Tessier  | 5673  | Simon Valentin                           | 5598                                     | Gaston Jean-Baptiste                     | 5404                                     |
| Vermeil     | Guy Delore      | 4557  | Franck Delol                             | 4523                                     | Christian Amet                           | 4499                                     |
| Diamant     | Alain Viseux    | 5307  | Claudie Jeffredo                         | 5265                                     | Françoise Bury                           | 5260                                     |

### Coupe d'Aix-les-Bains
Le festival se conclut par le tournoi le plus prestigieux : la coupe d’Aix-les-Bains, jouée le week-end du 2 novembre et 3 novembre 2019. Certains des meilleurs joueurs du monde sont venus disputer cet ultime tournoi. La coupe d’Aix-les-Bains est remportée par le Suisse Hugo Delafontaine avec un total de 4 696 sur 4 699 points. Sur les 5 parties, il n’a perdu seulement 3 points.

#### Parties

##### Partie 1
Cette première partie de la coupe d’Aix-les-Bains fait 22 coups pour un cumul total de 981 points. Quatre scrabble pendant cette partie : MALVENUE au coup no 3 pour 86 points, ALUNERAS au coup 5 pour 59 points, SILOTAGE au coup 8 pour 80 points et enfin ENVERRAI au coup 10 pour 88 points. La partie est remportée par Éric Venin avec 980 points, donc à seulement un point du Top. Il est suivi par Hugo Delafontaine (978 points) et Gaston Jean-Baptiste (977 points).

##### Partie 2
La deuxième partie fait 23 coups pour un total de 928 points. Cette partie est marquée au coup 7, par le mot SYRIENNE qui fait 144 points. La partie est gagnée au top (aucun point perdu) par Hugo Delafontaine et Romain Santi, un point devant Samson Tessier.

##### Partie 3
Cette partie est très longue car elle fait 25 coups. Son score total est de 896 points. Deux scrabbles : ARROSAI et NIELLÉES. La partie est remportée par 5 joueurs au top : Hugo Delafontaine, Arnaud Delaforge, David Bovet, Louis Eggermont et Laurent Loubiere.

##### Partie 4
Cette partie est disputée en 21 coups pour un top de 962 points. Deux coups ont rapporté plus de 90 points : MÉFIÉES et MÉDITERA. Huit joueurs ont gagné cette quatrième manche au top : Hugo Delafontaine, Simon Valentin, Gaston Jean-Baptiste, Jean-François Lachaud, Mactar Sylla, Gauthier Houillon, Pascal Bernier et Jean-Philippe Viseux.

##### Partie 5
La dernière partie de cette coupe est jouée en 24 coups pour un cumul de 932 points. Le coup le plus cher de cette partie intervient au coup 9 avec SOUMETS pour 79 points. La partie est remportée par six joueurs au top : Hugo Delafontaine, Romain Santi, Fabien Fontas, Florian Lévy, Marc Bruyère et Samson Tessier.

##### Étape du Grand Chelem
Les quinze meilleurs joueurs de la coupe d’Aix-les-Bains sont convoqués pour cette partie qui se déroule en mort subite. C’est-à-dire que lorsqu’un joueur ne trouve pas le meilleur mot sur un coup, il est éliminé. Le vainqueur est le dernier qui reste. Si plusieurs joueurs sont ex-æquo, c’est le classement de la coupe d’Aix-les-Bains qui les départagent. C’est le cas cette année avec trois joueurs qui vont jusqu’au bout de la partie en 21 coups : Romain Santi, Gauthier Houillon et David Bovet. Romain Santi étant arrivé devant (2e) ces derniers, l’étape est remportée par Romain Santi.

#### Palmarès
Top 10 
| Rang | Joueur                | Score |
| ---- | --------------------- | ----- |
| 1    | Hugo Delafontaine     | 4696  |
| 2    | Romain Santi          | 4687  |
| 3    | Fabien Fontas         | 4684  |
| 4    | Dominique Le Fur      | 4679  |
| 4    | Simon Valentin        | 4679  |
| 6    | Éric Vennin           | 4678  |
| 7    | Jean-François Lachaud | 4677  |
| 8    | Mactar Sylla          | 4672  |
| 9    | Florian Lévy          | 4668  |
| 10   | Gauthier Houillon     | 4667  |

 Podium par catégories 
| Catégorie | 1er              | 1er   | 2e                | 2e    | 3e                                       | 3e                                       |
| Catégorie | Joueur           | Score | Joueur            | Score | Joueur                                   | Score                                    |
| --------- | ---------------- | ----- | ----------------- | ----- | ---------------------------------------- | ---------------------------------------- |
| Poussin   | Romain Dalmasso  | 3844  | Amaury Decouture  | 2596  | Aucun autre joueur dans cette catégorie. | Aucun autre joueur dans cette catégorie. |
| Benjamin  | Hugo Andrieu     | 4511  | Antoine Cligny    | 4480  | Thomas Dalmasso                          | 3999                                     |
| Cadet     | Nicolas Beaufort | 4569  | Alexis Allagnat   | 4481  | Ismaël Kesteman                          | 3696                                     |
| Junior    | Yoann Loday      | 4429  | Enzo Yerly        | 4332  | Nino Flao                                | 4315                                     |
| Espoirs   | Simon Valentin   | 4679  | Gauthier Houillon | 4667  | Roberto Seixas                           | 4651                                     |
| Vermeil   | Guy Delore       | 4650  | Fred Ursulet      | 4607  | Yves Brenez                              | 4549                                     |
| Diamant   | Robert Springer  | 4598  | Françoise Bury    | 4543  | Alain Baumann                            | 4490                                     |

#### Championnat de France espoirs
Le championnat de France espoirs (18-25 ans) est organisé pendant le coupe d’Aix-les-Bains. Tous les espoirs Français qui participent à la coupe d’Aix-les-Bains participent également au championnat de France espoirs. Il est remporté par Simon Valentin.
 Top 10
| Rang | Joueur               | Score |
| ---- | -------------------- | ----- |
| 1    | Simon Valentin       | 4679  |
| 2    | Gauthier Houillon    | 4667  |
| 3    | Samson Tessier       | 4636  |
| 4    | Gaston Jean-Baptiste | 4610  |
| 5    | Erwan Bernard        | 4603  |
| 6    | Quentin Mallegol     | 4591  |
| 7    | Antoine Rousseau     | 4569  |
| 8    | Corentin Tournedouet | 4567  |
| 9    | Rémi Grimal          | 4500  |
| 10   | Steve Causse         | 4496  |

## Tournois de scrabble classique
Au cours de la semaine, 4 tournois de scrabble classique sont organisés (dont 2 réservés aux joueurs ayant moins de 18 ans).

### Open du Mont-Revard
L’Open du Mont-Revard est le tournoi de scrabble classique le plus important de cette semaine Aixoise. Il est en effet disputé par 46 joueurs, ce qui est un total plutôt élevé pour une compétition de scrabble classique. Ce tournoi se joue en 8 rondes, selon la formule open, sur toute la journée du lundi 28 octobre. Il est remporté par Samson Tessier.
 Top 10 
| Rang | Joueur                 | Points | Victoires | Defaites | Nuls |
| ---- | ---------------------- | ------ | --------- | -------- | ---- |
| 1    | Samson Tessier         | 22     | 7         | 1        | 0    |
| 2    | Julien Affaton         | 22     | 7         | 1        | 0    |
| 3    | Édouard Lebeau         | 22     | 7         | 1        | 0    |
| 4    | François-Xavier Adjovi | 21     | 7         | 1        | 1    |
| 5    | Pascal Astresses       | 20     | 6         | 2        | 0    |
| 6    | Quentin Mallegol       | 20     | 6         | 2        | 0    |
| 7    | Rémi Grimal            | 20     | 6         | 2        | 0    |
| 8    | Antoine Cligny         | 20     | 6         | 2        | 0    |
| 9    | Jean-Marc Orhnial      | 19     | 5         | 2        | 1    |
| 10   | Jean-Michel Guizard    | 18     | 5         | 3        | 0    |

### Coupe du Lac du Bourget
Ce tournoi s’est disputé en 5 rondes, en soirée du vendredi 1er et du samedi 2 novembre 2019. Trente joueurs ont participé à cette coupe. Il est remporté par Cédric Spang, invaincu.
 Top 10 
| Rang | Joueur                 | Points | Victoires | Defaites | Nuls |
| ---- | ---------------------- | ------ | --------- | -------- | ---- |
| 1    | Cédric Spang           | 15     | 5         | 0        | 0    |
| 2    | Isabelle Pieri         | 13     | 4         | 1        | 0    |
| 3    | Athanase Tapsoba       | 13     | 4         | 1        | 0    |
| 4    | François-Xavier Adjovi | 13     | 4         | 1        | 0    |
| 5    | Amadou Sarr            | 13     | 4         | 1        | 0    |
| 6    | Elhadji Malick Ndiaye  | 13     | 4         | 1        | 0    |
| 7    | Thomas Sauvaget        | 11     | 3         | 2        | 0    |
| 8    | Tibredo Sawadogo       | 11     | 3         | 2        | 0    |
| 9    | Hervé Bohbot           | 11     | 3         | 2        | 0    |
| 10   | Julien Affaton         | 11     | 3         | 2        | 0    |

### Masters jeunes
Ce tournoi est réservé aux 8 joueurs de moins de 18 ans les mieux classés (au classement national de scrabble classique) au 1er octobre. Il est disputé en sept rondes, de sorte que chaque joueur affronte tous les autres joueurs. Il est remporté par Hugo Andrieu.
Classement
| Rang | Joueur                     | Points | Victoires | Defaites | Nuls |
| ---- | -------------------------- | ------ | --------- | -------- | ---- |
| 1    | Hugo Andrieu               | 17     | 5         | 2        | 0    |
| 2    | Alexis Allagnat            | 16     | 4         | 2        | 1    |
| 3    | Yoann Loday                | 15     | 4         | 3        | 0    |
| 4    | Flavian Da Costa-Quenesson | 14     | 3         | 3        | 1    |
| 5    | Romain Dalmasso            | 13     | 3         | 4        | 0    |
| 6    | Thomas Dalmasso            | 13     | 3         | 4        | 0    |
| 7    | Maëlys Orhnial             | 13     | 3         | 4        | 0    |
| 8    | Antoine Cligny             | 11     | 2         | 5        | 0    |

### Coupe promotion jeunes
Ce tournoi est ouvert à tous les jeunes de moins de 18 ans (minipoussins, poussins, benjamins, cadets et juniors) ne disputant pas les masters. Il se joue en cinq rondes le mercredi 30 octobre et le vendredi 2 novembre après les tournois de scrabble duplicate du jour. Dix joueur participent à cette coupe, cette année là. C’est Alexis Belz qui gagne ce tournoi.
Classement
| Rang | Joueur                   | Points | Victoires | Defaites | Nuls |
| ---- | ------------------------ | ------ | --------- | -------- | ---- |
| 1    | Alexis Belz              | 13     | 4         | 1        | 0    |
| 2    | Aloys Grenier            | 13     | 4         | 1        | 0    |
| 3    | Éric Bonnot              | 13     | 4         | 1        | 0    |
| 4    | Stéphane Guérel          | 11     | 3         | 2        | 0    |
| 5    | Théophile Bignon-Baketou | 11     | 3         | 2        | 0    |
| 6    | Guillaume Guerlach       | 9      | 2         | 3        | 0    |
| 7    | Quentin Chevolot         | 9      | 2         | 3        | 0    |
| 8    | Pierre Seitz             | 9      | 2         | 3        | 0    |
| 9    | Théodore Huon-Laurent    | 7      | 1         | 4        | 0    |
| 10   | Vivien Pichon            | 5      | 0         | 5        | 0    |

## Championnat de France de Topping
La première édition du championnat de France de topping, s’est tenue lors du festival d’Aix-les-Bains 2019. Les qualifications s’étaient faites en septembre. Les joueurs étaient repartis sur deux tournois différents : la finale maillot jaune qui a réuni les 16 meilleurs joueurs des qualifications et la finale maillot vert, qui réunit les trois premiers de chaque catégorie et de chaque série, toujours par rapport à la phase de qualification.

### Finale maillot jaune
Cette finale, qui réunit les seize meilleurs joueurs des qualifications se joue en 7 parties. Chaque joueur joue sur un ordinateur. Le but est de jouer les sept parties en un minimum de temps. Dès qu’un joueur a trouvé le meilleur score, il passe au coup suivant. Le champion de France 2019 dans cette nouvelle épreuve est Samson Tessier.
 Classement 
| Rang | Joueur               | Temps (en minutes) |
| ---- | -------------------- | ------------------ |
| 1    | Samson Tessier       | 32:42              |
| 2    | Romain Santi         | 41:13              |
| 3    | Gaston Jean-Baptiste | 50:31              |
| 4    | Aurélien Delaruelle  | 53:28              |
| 5    | Marc Bruyère         | 56:39              |
| 6    | Hugo Andrieu         | 59:01              |
| 7    | Gauthier Houillon    | 60:22              |
| 8    | Joan Controu         | 64:03              |
| 9    | Nicolas Thomas       | 65:56              |
| 10   | Édouard Lebeau       | 70:16              |
| 11   | Nicolas Chanson      | 71:19              |
| 12   | Tiphaine Boiron      | 71:55              |
| 13   | Nicolas Beaufort     | 72:08              |
| 14   | Sylvain Ravot        | 72:52              |
| 15   | Alexis Allagnat      | 84:11              |
| 16   | Sylvie Guillemard    | 95:27              |

### Finale maillot vert
Cette finale réunit les trois premiers joueurs de chaque série et de chaque catégorie lors des qualifications et qui n’ont pas réussi à se qualifier pour la finale maillot jaune. Cette finale se dispute en  4 parties et le but est de rater le moins de coups possible. En cas d’ex-æquo, c’est le temps qui est pris en compte. Vingt joueurs ont participé et le vainqueur est Jean Gelineau avec 24 coups ratés.
 Classement 
| Rang | Joueur                     | Coups ratés |
| ---- | -------------------------- | ----------- |
| 1    | Jean Gelineau              | 24          |
| 2    | Jean-François Ramel        | 24          |
| 3    | Gérard Varlot              | 26          |
| 4    | Yoann Ricard               | 27          |
| 5    | Michel Pucheault           | 27          |
| 6    | Gwendal Rannou             | 31          |
| 7    | Anna Albini                | 32          |
| 8    | Hugo Victor                | 33          |
| 9    | François Aubin             | 34          |
| 10   | Christian Dramard          | 35          |
| 11   | Philippe Leretre           | 36          |
| 12   | Bernard Duchene            | 36          |
| 13   | Tiffany Guy                | 38          |
| 14   | Flavian Da Costa-Quenesson | 39          |
| 15   | Sonia Gruchot              | 40          |
| 16   | Hugolin Homassel           | 42          |
| 17   | Nicolas Albini             | 46          |
| 18   | Pierre Seitz               | 47          |
| 19   | Marie-Odile Panau          | 48          |
| 20   | Robin Paire                | 52          |